# Jordan Schnitzer
Jordan Schnitzer (* 28. Juli 1999 in Surrey) ist ein kanadischer Volleyballspieler.

## Karriere
Schnitzer studierte von 2019 bis 2022 an der Trinity Western University und spielte in der Universitätsmannschaft Spartans. Mit dem B-Team der kanadischen Nationalmannschaft wurde er 2021 Zweiter beim PanAm-Cup. Zur Saison 2022/23 wurde er vom deutschen Bundesligisten SVG Lüneburg verpflichtet.